# Никаноровский лес
Никаноровский лес — заповедное урочище. Находится в юго-восточной части Добропольского района Донецкой области возле села Никаноровка. Статус заповедного урочища присвоен решением областного совета народный депутатов от 25 марта 1995 года. Площадь — 39 га.
Урочище представляет собой байрачную дубраву, где сосредоточены редкие и охраняемые виды растений, 4 вида из которых занесены в Красную книгу Украины — ковыль днепровский, птицемлечник Буша, прострел чернеющий, тюльпан дубравный.
На опушке леса есть озеро, которое питается подземными водами и родниками на поверхности.
В лесу произрастает много пионов-воронцов.